# Wallinska skolan

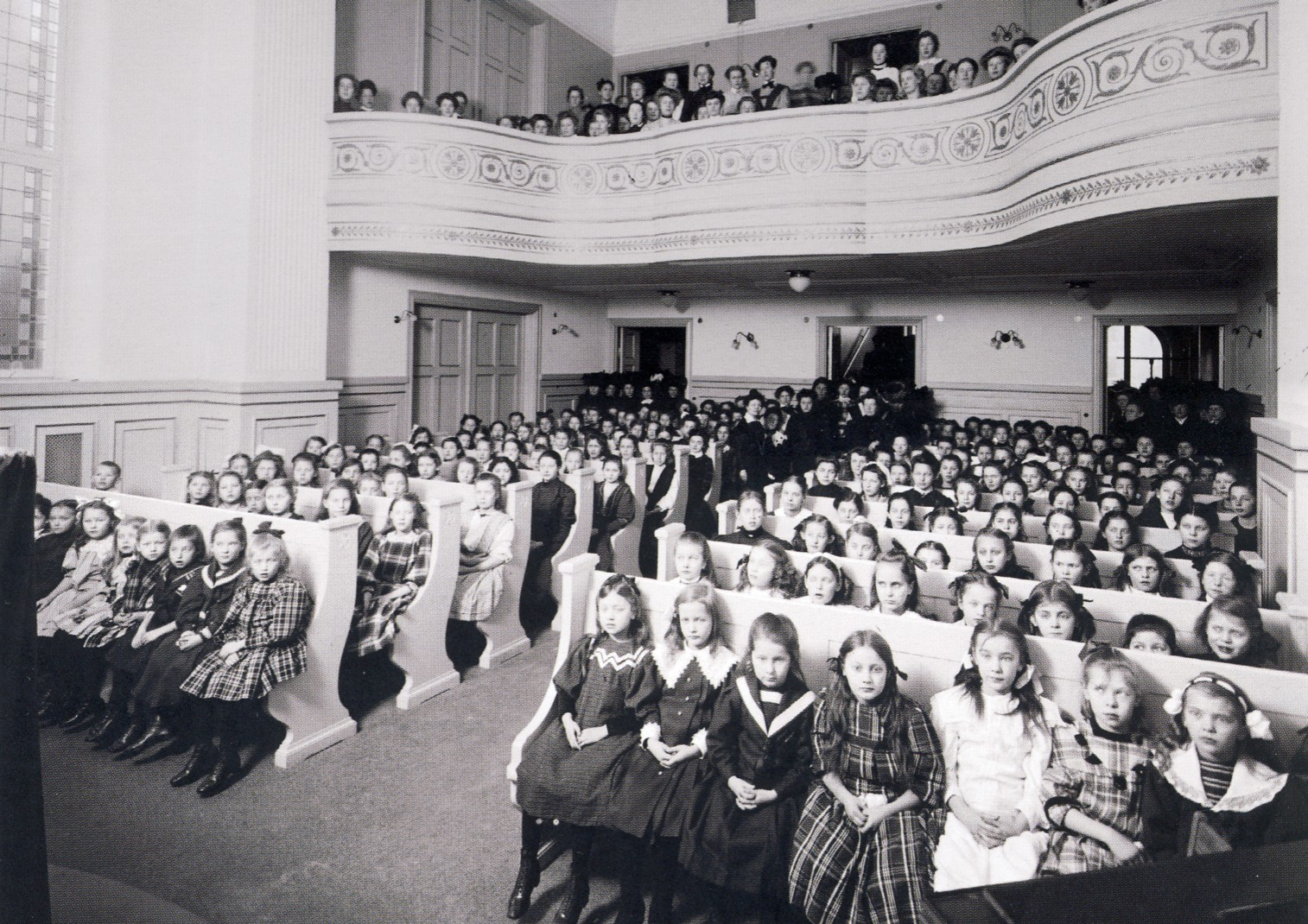
Bönsalen i Wallinska skolan vid Tegnérlunden 5 1908.

Terminsbetyg från Wallinska flickskolans övre sjätte latinklass år 1884.

Wallinska skolan, eller Wallinska flickskolan, var en svensk flickskola i Stockholm, verksam från 1831 till 1939. Den var en av de äldsta högre flickskolorna i Sverige. Skolan fick 1870 den första gymnasieavdelningen för kvinnor i Sverige, och blev 1874 den första skolan för kvinnor med examensrätt.

## Historia

### Pionjärinstitution
Wallinska skolan grundades 1831 av historieskrivaren Anders Fryxell i en lokal på Stora Nygatan 20 i Stockholm, på uppmaning av Johan Olof Wallin. Wallin, som var upprörd över den ytliga undervisningen i de då vanliga flickpensionerna, ska ha föreslagit Fryxell att ”med högre syfte än att lära franska och spela klavér”, eftersom även kvinnor hade rätt till allvarligare studier, ett behov som säkert skulle visa sig behövligt i framtiden, och att de hade behov av en skola ”i likhet med statens läroverk för gossar”.
Vid tiden för skolans grundande, fanns endast tre skolor i Sverige som gav någon form av seriös undervisning åt flickor: Societetsskolan, Askersunds flickskola och Fruntimmersföreningens flickskola, och ingen av dem låg i Stockholm. 
Wallinska skolan blev den första skolan i Stockholm och den fjärde i Sverige som gav kvinnliga elever seriös undervisning efter en strukturerad läroplan. Den anses också mer avancerad och radikal än de befintliga seriösa flickskolorna. Det var inte ett okontroversiellt projekt, men dess rektor Fryxell hade enligt uppgift ”den för rektorn vid en banbrytande skola ovärderliga förmåga att kunna sköta föräldrar och lekmän”.
Skolans syfte angavs i en tryckt redogörelse från 1836 vara att verka för ”hjertats och förståndets gemensamma odling”. Hjärtats odling ansågs i detta vara det viktigaste för en kvinna, men även förståndet borde stimuleras: 
”utan detta kan hon ej stå till sin man i det förhållande som sig bör; ej heller med värdighet intaga den upphöjda plats, henne i samhället blivit inrymd. Därför vill skolan se till, att de ämnen, vilka inom densamma läras, bliva utav eleven regelbundet inhämtat efter ett vetenskapligt system. Måtte ingen misstyda dess ord därhän, att Skolan ämna bilda lärda fruntimmer! Ingalunda! Att hon icke heller detta vill, kan man tydligen inse af nu uttalade åsigter, där förståndet utveckling blifvit satt i andra rummet, men hjertats daning uti det första. Icke heller skulle Skolan kunna åstadkomma lärdom, äfven om den hade ett så förvilladt syftemål. Läro-ämnen äro femton; läroåren fyra. Den, som på fyra år skall inhämta femton kunskapsarter, hinner ej mer än elementarer i hvarje. Må då ingen befara lärdom. Den är omöjlig att erhålla, samt strider dessutom emot kvinnans naturliga kallelse. Det vettenskapliga lifvet bör lika litet locka henne, som statslifvet. Barn, maka och tjenare utgöra den stat, hon helst vårdar. Gudsfruktan och sedlighet heta hennes käraste vettenskaper.”
Skolan var indelad i fyra klasser med de två första indelade i fyra läxlag och de övre i tre. Lärokurserna var omfattande och vetenskapligt utarbetade för sin tid. Läsåret var långt, med endast en månads sommarlov och två veckors jullov. Vid skolans grundande var elevantalet 33, och skolans lärare fem: Anders Fryxell (kristendom, svenska och tyska), Anders Lagergren (naturvetenskap, fransk grammatik och historia), Betty Löwenhielm (handarbete), en fransk talövningslärarinna och en teckningslärare. Skolan reformerades långsamt och gradvis genom att under årens lopp anpassa sig till samtida progressiva idéer om kvinnors utbildning, något som alltid var kontroversiellt, men som trots detta genomfördes. Flickskollinjen blev dock inte åttaklassig, enligt det idealmönster som Statens normalskola för flickor satte, förrän år 1899.

### Gymnasium och studentexamen

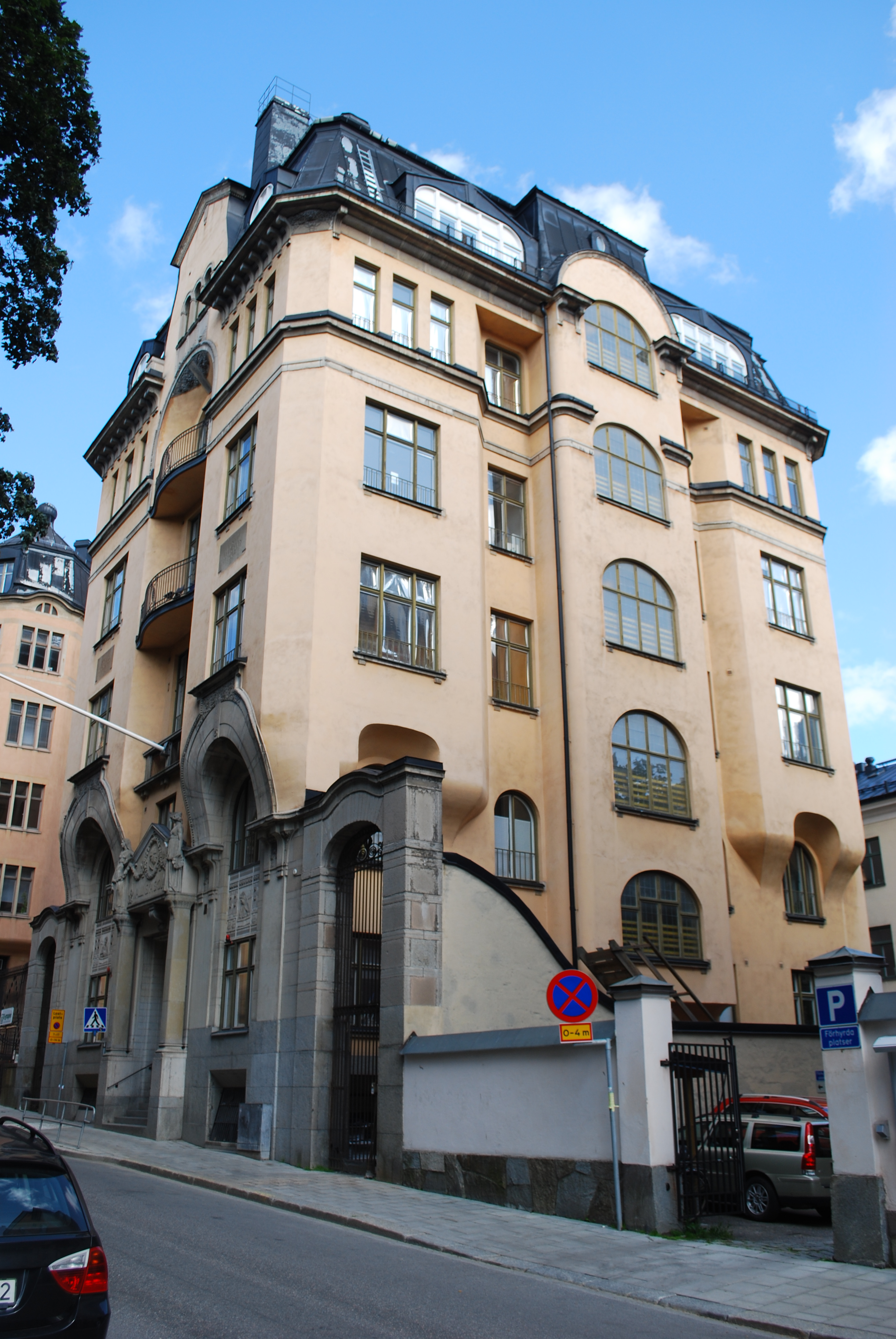
Wallinska skolan var inhyst i skolbyggnaden vid Tegnérlunden 5 från 1907 till 1939, varefter Wallin-Åhlinska gymnasiet var i lokalerna fram till 1972. Därefter övertog Enskilda gymnasiet lokalerna från 1973.

År 1870 upprättade skolan sin första gymnasieklass, och 1872 avlade den första av dess gymnasieelever, Johanna Levysohn, mogenhetsexamen vid Stockholms gymnasium. Skolan fick 1874 examensrätt som Sveriges första privata gymnasium för flickor. Det var Sveriges första flickskola med examensrätt, följt av Ateneum för flickor, Lyceum för flickor och Åhlinska skolan. 
Detta beskrivs som ett genombrott för skolan, som då kallades ”Wallinium”: elevantalet, som fram till denna tidpunkt legat kring 70–80, ökade under 1870-talet till 250. Wallinska skolan var nationellt känd i Sverige som ”den skola där man kunde taga studentexamen”, och skolan präglades av detta. Dess dåvarande föreståndare, Evelina Fahnehjelm, ges förtjänsten för skolans expansion under dessa år och fick också Illis Quorum till erkännande för det. 1909 fick skolan normalskolekompetens. 1914 var elevantalet 373 och lärarkåren bestod av 35 personer.
Skolan huserade 1888–1907 i Östra Gymnasiehuset på Riddarholmen, och flyttades därefter till en lokal vid Tegnérlunden 5 på Norrmalm. Den nya skolan började byggas 1906 efter ritningar av arkitekterna Hagström & Ekman. 

### Upplösning
Gymnasiedelarna från de båda skolorna Wallinska skolan och Åhlinska skolan bildade 1939 tillsammans det nya gymnasiet under namnet Wallin-Åhlinska gymnasiet i samband med att elementarskoledelarna kommunaliserades 1939. Då kommunaliserades även Stockholms flickskolor. Samtidigt uppgick elementarskolan i Vasastadens kommunala flickskola. Wallin-Åhlinska gymnasiet var ett privat gymnasium, som erhöll stats- och kommununderstöd. Skolan flyttade samtidigt in i skolhuset vid Tegnérlunden 5 på Norrmalm. Skolbyggnaden vid Tegnérlunden började byggas 1906 och utformades som en fristående villa i en trädgård. Skolans bönsal hade höga fönster som liknade en elegant teaterlokal. Wallin-Åhlinska gymnasiet kommunaliserades 1970 och sammanslogs med Stockholms samgymnasium. Det nya namnet för skolan blev Wallin-Åhlinska samgymnasiet. 1972 lades skolan ned och 1973 övertogs lokalerna av Enskilda gymnasiet.    

## Föreståndare och rektorer
Wallinska skolan skulle enligt sina stadgar styras av två rektorer eller föreståndare samtidigt: en man och en kvinna. De kvinnliga hade titeln ”föreståndarinna”, och de manliga titeln ”rektor”.
Föreståndarinnor
- 1831–1836: Betty Löwenhielm
- 1836–1840: Carolina Limnell
- 1840–1842: Ch. Chambers
- 1842–1869: Angelika Gavuzzi
- 1869–1872: Louise Patersen
- 1872–1898: Evelina Fahnehjelm
- 1899–1920: Agnes Henckel

Rektorer
- 1831–1834: Anders Fryxell
- 1834–1840: Anders Lagergren
- 1840–1856: Olof Fryxell
- 1856–1866: A. H. Stahl
- 1866–1884: Alfred Norinder
- 1886–1893: Magnus Höjer
- 1893–1898: Alfred Björkman
- 1889–1907: Bernhard Emanuel Beskow
- 1907–1909: Gustaf Mellén

## Kända elever (urval)
Flera kända personer utbildades på Wallinska skolan. Bland dem fanns Karolina Widerström, Rosalie Roos, Ellen Fries, Anne Charlotte Leffler, Emilia Broomé, Anna Paues, Ellen Roosval von Hallwyl, Ebba von Eckermann, Anna Ahlström, Naima Sahlbom, Anna Dahlström, Maria Cederschiöld (journalist) och Constance Elbe.

## Adresser
- 1831–1841 Stora Nygatan 20
- 1842–1849 Järntorget 80
- 1850–1866 Tyska Brinken/Västerlånggatan 50
- 1867–1870 Lilla Nygatan
- 1871–1875 Slottsbacken 6
- 1875–1881 Stora Nygatan 30
- 1881–1908 Gymnasiegränd/Birger Jarls torg 7&9 (fd Stockholms gymnasium)
- 1908–1939 Tegnérlunden 5